# Pangari
Pangari est un village du Cameroun situé dans la région de l'Adamaoua et le département de Mayo-Banyo. Il appartient à la commune de Mayo-Darlé.

## Géographie

### Ressources naturelles
Le village dispose de forêts sacrées. Elles sont cependant en voie de disparition.

## Population
Lors du recensement national de 2005, la localité comptait 1 140 habitants.

## Éducation
L'école publique du village dispose de six classes.

## Agriculture
Le poste agricole ne fonctionne pas. Et il manque un bâtiment pour celui-ci et des magasins de stockage.